# Liste de banjoïstes
Cet article contient une liste de banjoïstes.

## Liste
- Peter Tork
- Igout Abdelhadi[1]
- Derroll Adams[2]
- Dock Boggs[3],[4]
- Alison Brown[5]
- Stian Carstensen[6]
- John Carty[7]
- Eugene Chadbourne[8]
- Buddy Christian[9]
- Roy Clark[5]
- Billy Connolly[10]
- Elizabeth Cotten[3],[4]
- J. D. Crowe[5]
- David Eugene Edwards[11]
- Séamus Egan[7]
- Béla Fleck[3],[5]
- Arlo Guthrie
- Dahmane El Harrachi[12]
- Cathal Hayden[7]
- Roscoe Holcomb[3]
- John Jackson[13]
- Papa Charlie Jackson[14]
- Grandpa Jones[15]
- Bill Keith[3],[5]
- Luke Kelly[7]
- Jean-Yves Lozac'h[16]
- Uncle Dave Macon[3]
- Taj Mahal[17]
- Leyla McCalla[18]
- Roger McGuinn[19]
- Barney McKenna[7]
- Keb' Mo'[17]
- Ptit Moh[20]
- Jay Munly[21]
- Cheikh Namous[22]
- Jean-Marie Redon[23]
- Don Reno[3],[5],[24]
- Johnny Saint-Cyr[17]
- Cynthia Sayer[25]
- Earl Scruggs[3],[5],[24],[26]
- Pete Seeger[3],[4]
- Roy Smeck[3]
- Arthur Smith[27]
- Elmer Snowden[3]
- Ralph Stanley[5],[24]
- Sufjan Stevens[28]
- Otis Taylor[29]
- Jack Treese[30]
- Wade Ward[3]
- Steve Waring[26]
- Abigail Washburn[31]
- Eric Weissberg[3],[5]
- Allal Yaâla[32]